# Julian Jasinski
Julian Jasinski (ur. 27 kwietnia 1996 w Bochum) – niemiecki koszykarz, występujący na pozycjach niskiego lub silnego skrzydłowego, posiadający polskie obywatelstwo, obecnie zawodnik Rawlplug Sokoła Łańcut.
9 sierpnia 2019 zawarł kontrakt ze Stelmetem BC Zielona Góra. 22 stycznia 2020 opuścił klub.
8 sierpnia 2022 został zawodnikiem Rawlplug Sokoła Łańcut.
Jego starszy brat Daniel jest dyskobolem.

## Osiągnięcia
Stan na 18 marca 2020, na podstawie, o ile nie zaznaczono inaczej.
Klubowe
- Uczestnik rozgrywek Koszykarskiej Ligi Mistrzów (2017–2019)